# Vajrapani

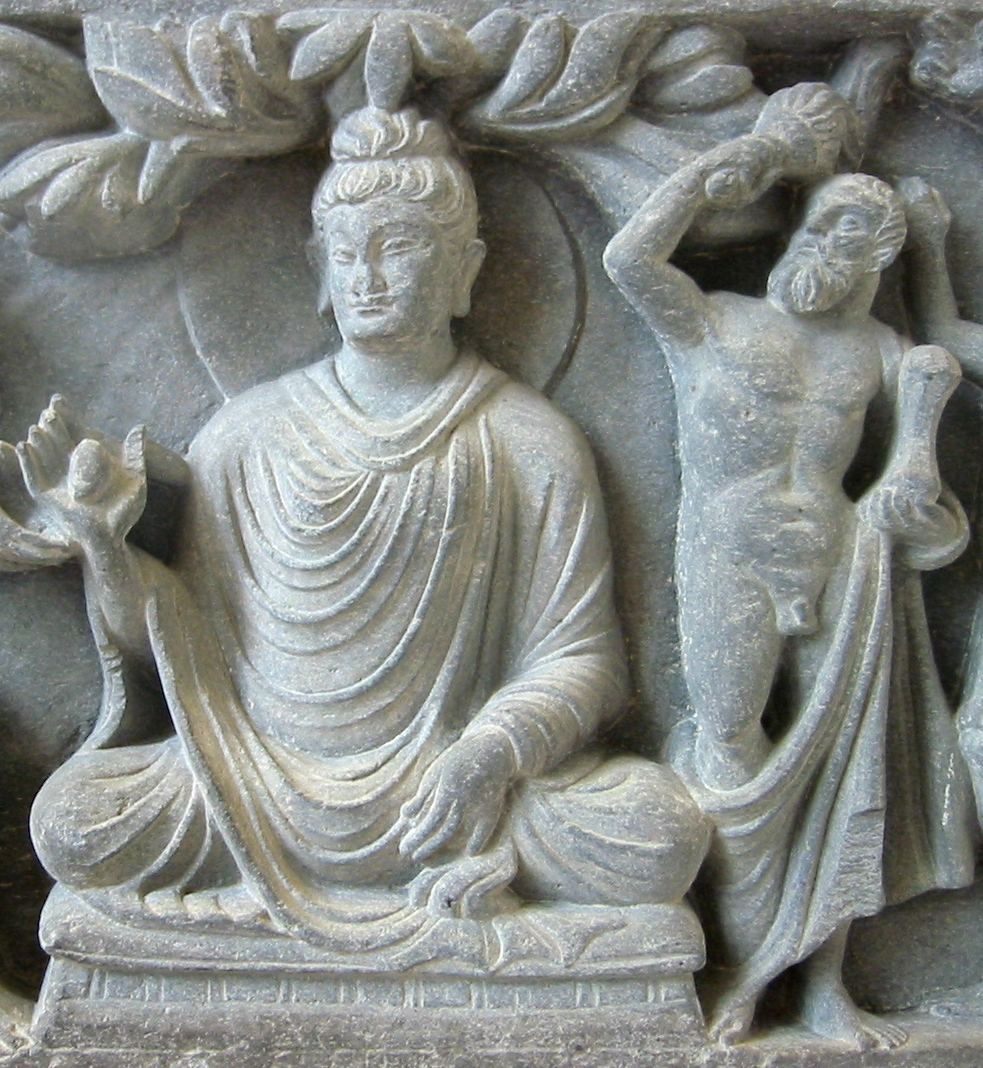
Vajrapani (rechts) in einer an Herakles erinnernden Darstellung neben dem Buddha, 2. Jh. u. Z. Gandhara, Britisches Museum.

Vajrapani (Sanskrit vajirapāṇi; tibetisch ཕྱག་ན་རྡོ་རྗེ། Chagna Dorje, Wylie phyag na rdo rje; Halter des Vajra) ist einer der „acht großen Bodhisattvas“ des Mahayana-Buddhismus. Er wird insbesondere im tibetischen Buddhismus angerufen, wo er auch als „Herr der Geheimnisse“ gilt und zur Vajra-Buddhafamilie gehört.
Nach einer Theorie soll Vajrapani vom indischen Regen- und Kriegsgott Indra, aus dessen Blitzzepter sich dann der Vajra entwickelte, abgeleitet sein. In frühen, griechisch beeinflussten Darstellungen aus Gandhara (ab dem 1. Jh. u. Z.) wird Vajrapani noch als eine Art Leibwächter des historischen Buddha dargestellt, der an Herakles erinnert. Er ist dann ein muskulöser und bärtiger Mann, dessen Vajra eher einer großen Keule gleicht. Seine heutige Form wurde erst in späterer Zeit durch den Einfluss des Vajrayana herausgebildet.

Vajrapani gilt als die Verkörperung der Tatkraft aller Buddhas. Daher wird er meist in stehender, zornvoller Haltung abgebildet, die seine Aktivität symbolisiert. Seine Tatkraft enthält jedoch auch einen großen Aspekt von Weisheit, die durch das dritte Auge, sowie die ihn umgebenden Weisheits-Flammen dargestellt werden. Die Schlangen, die in den meisten Darstellungen um seinen Hals hängen, stehen für seinen durch die Weisheit kontrollierten Zorn. Buddha Vajrapani, in dieser Form auch als „Herr der Geheimnisse“ (tibetisch: gsang bdag phyag rdor; Sanskrit: Guhyapati) bekannt, soll auf dem Berg Malaya die Tantras nach dem Tode Buddhas an sechs Wesen der sechs Bereiche übermittelt haben. Sein Bereich wird Changlochen genannt.

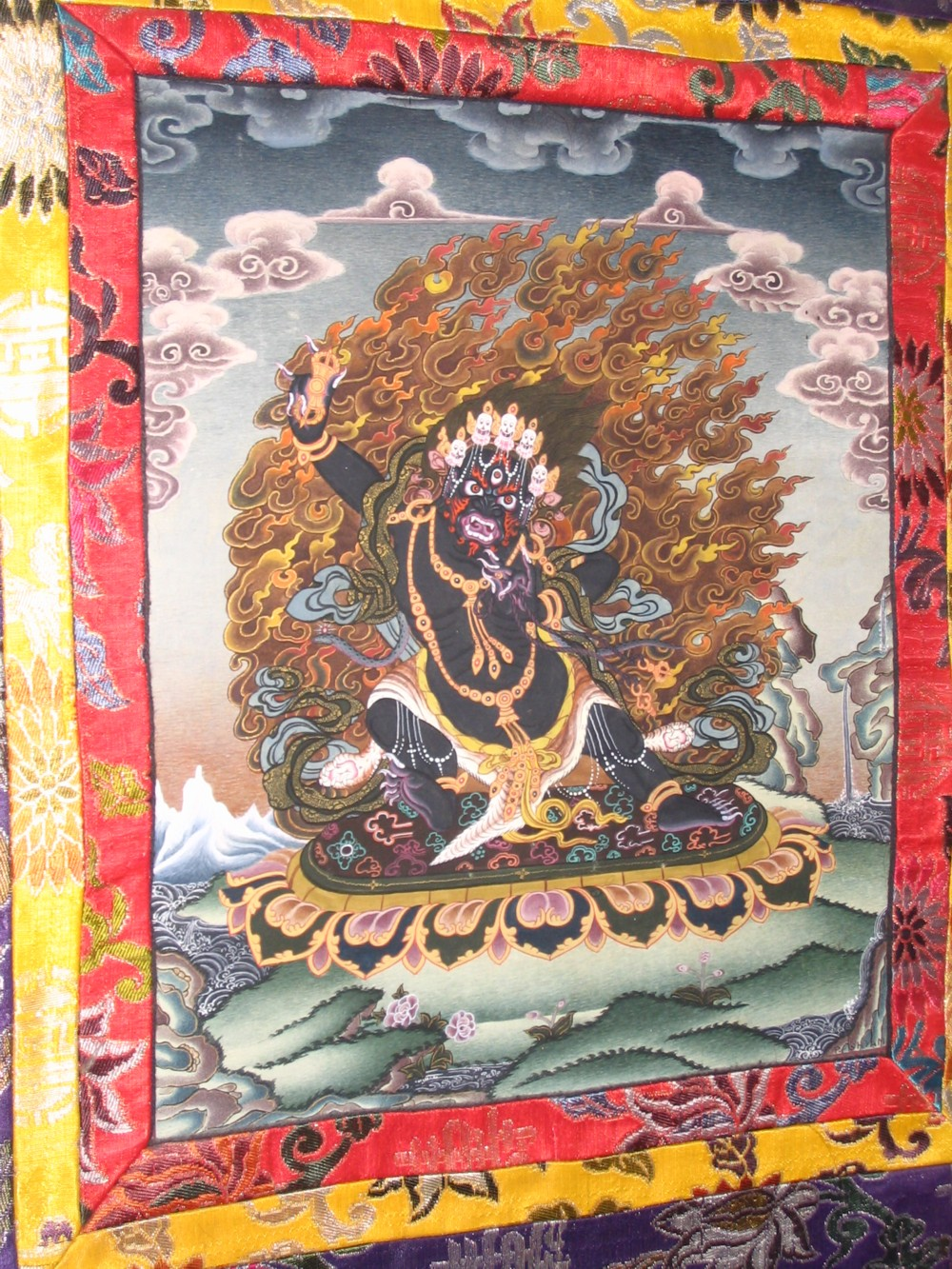
Bild von einem tibetischen Thangka

Er erscheint in seiner friedlichen Form zweiarmig zusammen mit dem Bodhisattva Padmapani an der Seite von Buddha Amitabha im Reinen Land von Dewachen. Oft wird er auch in seiner zornvollen Form, mit Vajra in der Rechten und Fangschlinge in der Linken, von einem Feuerkranz umgeben dargestellt.